# Троица (Кораблинский район)
Троица — село в Кораблинском районе Рязанской области России, входит в состав Пустотинского сельского поселения. 

## Географическое положение
Троица находится в северо-восточной части Кораблинского района, в 17 км к северо-востоку от райцентра.
Ближайшие населённые пункты:

— деревня Новопоселенный Рог в 2,5 км к западу по грунтовой дороге;

— деревня Зараново примыкает с севера;

— село Лесуново примыкает с юго-востока;

— деревня Чигасово в 1,3 км к северу по грунтовой дороге;

— посёлок Ленинский в 4,8 км к северу по асфальтированной дороге.

## Население
| 1859 | 1897  | 1906  | 2010 |
| ---- | ----- | ----- | ---- |
| 1967 | ↗2675 | ↗2916 | ↘183 |

В данный момент село является развивающимся, население составляет 1033 человека.

## История
В окладных книгах 1676 года упоминается село Троицкое, Новое Займище тож.
В 1850 году на картах Менде указано село Троица с 245 дворами. Также указан Троицкий выселок с 7 дворами (ныне Зарановская улица).

## Инфраструктура
Дорожная сеть
Село пересекает автотрасса межрайонного значения Пехлец — Троица — Пустотино — Сапожок.
Уличная сеть
- улица Большие Хутора
- Зарановская улица
- улица Макаровские Хутора
- улица Малые Хутора
- Мызовская улица
- Центральная улица

Связь
В селе действует сельское отделение почтовой связи. Индекс 391233.
Здравоохранение
Действует фельдшерско-акушерский пункт.

## Церковь Троицы Живоначальной
Упоминается в окладных книгах 1676 года. В 1736 году, вместо обветшавшей, была построена новая Троицкая церковь, перестроенная в 1840 году.
Ныне стоящая кирпичная церковь построена в 1892 году тщанием местного священника Иоанна Чернова на доброхотные пожертвования.
В советское время в храме был устроен сельский клуб.